# يي شينغ
يي شينغ (683-727) عالم فلك ورياضياتي ومهندس ميكانيكي وراهب بوذي صيني من عهد أسرة تانج. كان اكتشافه لتقنية ميزان الساعة السماوية، النواة التي اخترعت على أساسه الساعات الفلكية الصينية القديمة.